# Saison 1941-1942 de la Juventus FC
Maillots
Chronologie
Saison précédente Saison suivante
La saison 1941-1942 de la Juventus est la quarantième de l'histoire du club, créé quarante-cinq ans plus tôt en 1897.
Le club turinois prend ici part à la 42e édition du championnat d'Italie (13e de Serie A), ainsi qu'à la 8e édition de la Coupe d'Italie (en italien Coppa Italia).

## Historique
À la suite d'une saison en demi-teinte, l'équipe piémontaise de la Vieille Dame entreprend cette année de nombreux changements à sa tête, à commencer par le président en place depuis 1936, Emilio de la Forest de Divonne, qui quitte ses fonctions pour être remplacé par le pilote automobile et ancien joueur de la Juve Piero Dusio. L'entraîneur intérimaire Federico Munerati est également remplacé par Giovanni Ferrari qui assure désormais le banc.
Pour faire mieux qu'une cinquième place obtenue lors de la saison précédente, la Juventus doit faire peau neuve et investir dans son effectif, en commençant tout d'abord par s'acheter des gardiens de buts, Attilio Bulgheri, Carlo Ceresoli, Egidio Micheloni et Giuseppe Peruchetti. Le milieu de terrain est quant à lui renforcé avec les arrivées d'Ugo Locatelli, de Renato Olmi et de Vittorio Sentimenti, future vedette du club. Plusieurs attaquants sont également acquis par le club, comme Raúl Banfi (qui devient le premier uruguayen à évoluer sous les couleurs bianconere), Lelio Colaneri, ainsi que le double champion du monde Giovanni Ferrari qui fait son retour au club en tant qu'entraîneur-joueur en intérim.

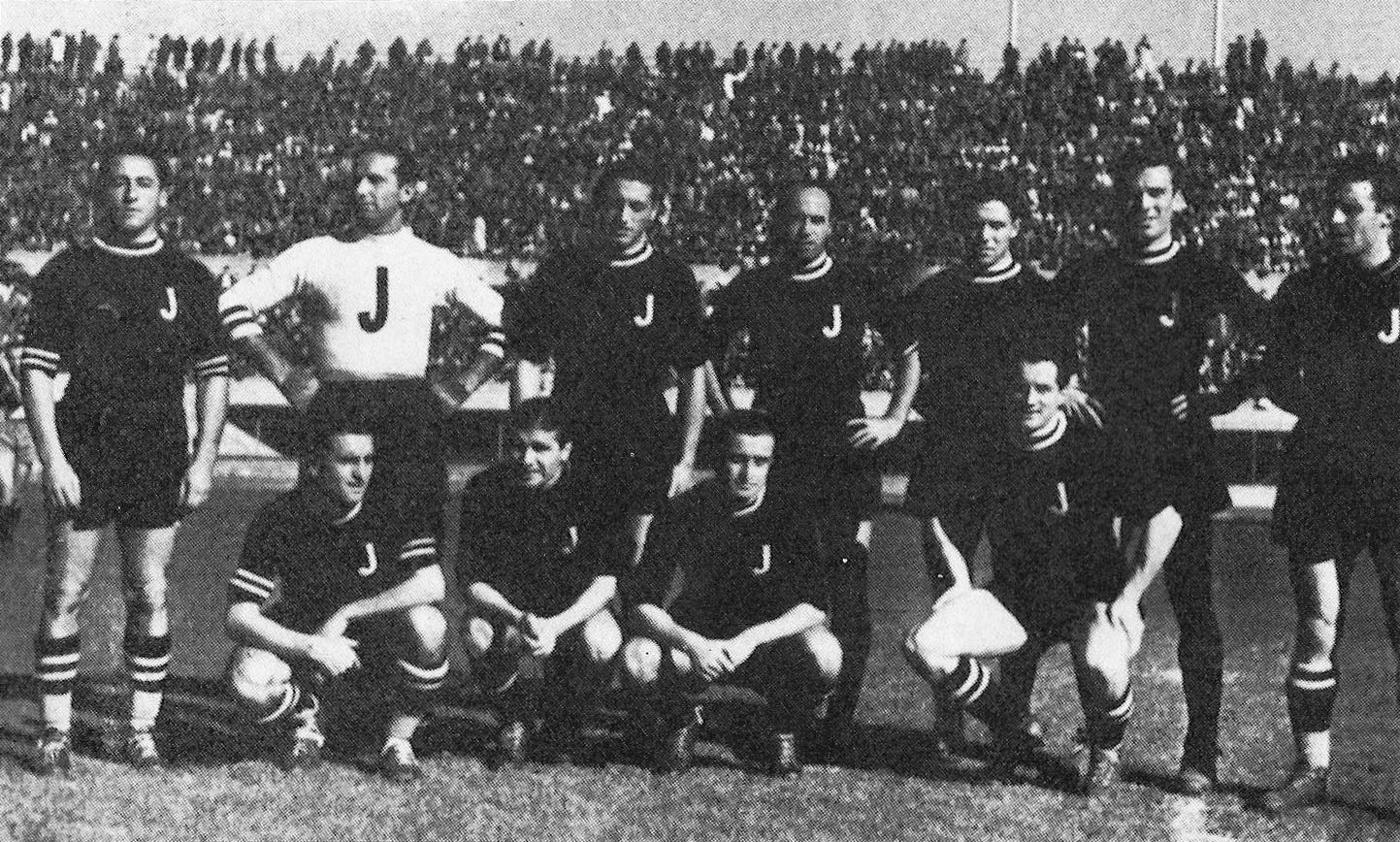
Les bianconeri de la saison 1941-1942 avec le maillot extérieur noire

La saison de Serie A 1941-1942 se commença sur un match nul de un but partout lors de la première journée, le dimanche 26 octobre 1941 à Florence contre la Fiorentina, avec un but du nouvel attaquant juventino Lushta. À la suite d'un nouveau nul et d'une défaite, la Juve débute bien mal sa nouvelle saison et ne remporte son premier succès que lors de la 4e journée, avec une victoire 2 à 2 contre le Milan à domicile (avec des buts de Banfi, Colaussi et Lushta). Les bianconeri après cette victoire n'arrivent pourtant pas à continuer sur leur lancée. En effet, à la suite d'une victoire et d'un nouveau nul les deux semaines suivantes, le club turinois alterne alors victoires et défaites, et ce jusqu'à la 11e journée et sa défaite 4 buts à 1 sur la pelouse lombarde de l'Ambrosiana-Inter (malgré une réalisation de Sentimenti pour la Juventus) pour le premier match de l'année 1942, suivie d'une seconde défaite la journée d'après (un 3-2 au Stadio Benito Mussolini contre Livourne malgré des buts juventini de Lushta). La Juventus n'y arrive alors plus et termine difficilement sa phase aller, avec seulement une victoire sur ses trois dernières rencontres à disputer (un 2 buts à rien sur les terres de Modène le 18 janvier grâce aux buts de Lushta et Bellini).
À la suite d'un début de saison bien loin des attentes espérées, l'entraîneur alors en place depuis le début de la saison, Giovanni Ferrari, est limogé le 28 janvier 1942 (qui reste tout de même joueur du club) pour être remplacé par un autre intérimaire en la personne de l'oriundo Luis Monti, également ancien joueur bianconero qui avait quant à lui, pris se retraite de joueur à la Juve un peu plus de deux ans plus tôt.
Pour la première partie de la phase retour, la Vieille Dame semble retrouver un sursaut d'orgueil, avec une victoire sur ses terres 4 buts à 2 contre la Fiorentina, grâce aux réalisations de Foni sur penalty, Lushta et Banfi, suivit ensuite de deux victoires d'affilée. Le dimanche 26 avril, lors d'un match comptant pour la 23e journée, Madame perd pourtant le match à ne pas rater, à savoir le Derby della Mole contre son rival de toujours, le Torino, sur le score de 2-1 (but de la Juve de Colaneri). L'effectif bianconero sa rattrape pourtant lors de la journée suivante en écrasant 3 à 0 l'AC Liguria (avec des réalisations de Sentimenti, de Rabitti et de Varglien II), puis se venge deux semaines après de l'humiliation subie à l'aller contre l'Ambrosiana en les humiliant à leur tour, 4 buts à 0 (buts de Sentimenti, Bellini sur doublé et Lushta). Il s'ensuivra à la suite de ce succès une victoire, un nul, et une défaite, avant de jouer son dernier match de la saison le 14 juin à domicile à Turin, la Vecchia Signora se séparant de Bologne sur le score de 1-1 (but de la Juventus de Lushta).
La faute à une inconstance trop présente avec des résultats irréguliers, la Juventus termine cette saison à une décevante 6e place (une de moins que la saison précédente) acquise grâce à 47 buts inscrits et 41 buts encaissés (32 points finalement), trop peu pour espérer un avenir serein.

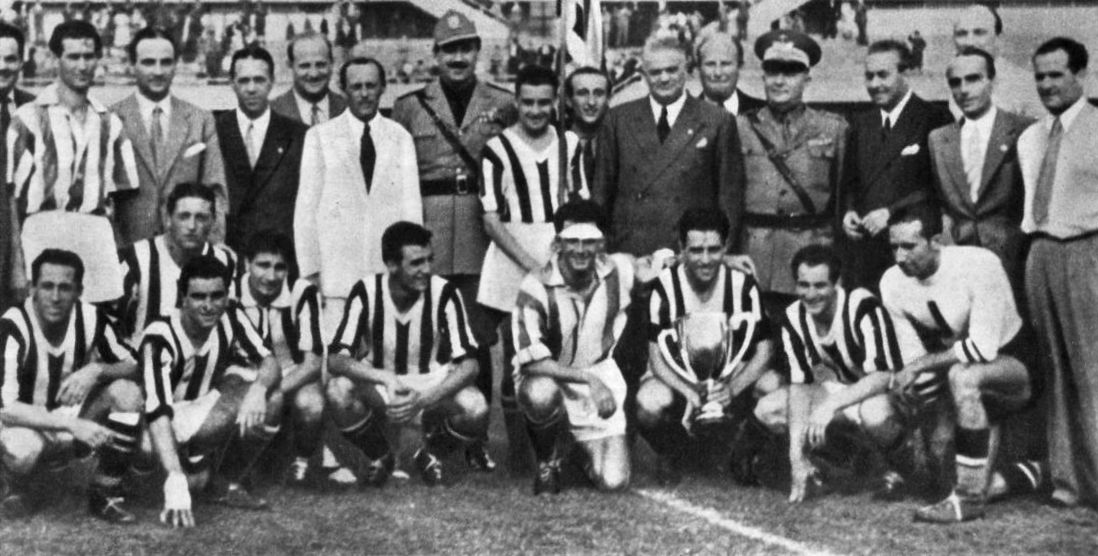
Les juventini posant avec le trophée de leur 2e Coupe d'Italie. Turin, 28 juin 1942.

Malgré cette déception, le club du Piémont dispute cette année-là une seconde compétition avec la Coupe d'Italie, en écrasant d'entrée lors de son premier match 5 à 0 Pro Patria (avec deux buts de Bellini et Colaneri et un triplé de l'inévitable Lushta) le dimanche 12 octobre 1941, avant de remporter sur le fil sa seconde rencontre en 8e-de-finale contre Genova 2-1 (avec un doublé de Lushta). Au tour suivant, la Vieille Dame bat Padoue grâce à Banfi le 8 février 1942, puis écrase Modène 4 buts à 1 en demi-finale pour son quatrième match de suite à domicile (grâce à des buts de Sentimenti, Bellini, un penalty de Foni et Varglien II). En finale, la Juve rencontre le club du Milan AC et se déplace en Lombardie pour le match aller le 21 juin. À San Siro, les deux équipes se séparent sur le score de 1-1 (avec un but de Bellini), mais le retour à Turin la semaine suivante voit finalement la Juventus s'imposer sur le large score de 4 bus à 1, grâce à un triplé de Lushta puis un penalty de Sentimenti.
Cette victoire du match retour permet au club piémontais d'être pour la seconde fois de son histoire sacrée vainqueur de la Coppa Italia (après un premier titre en 1937-1938).
L'albanais Riza Lushta pour sa deuxième saison au club est cette saison le meilleur buteur du club, autant en Serie A qu'en coupe (16 et 8 buts).
La Juventus montre à nouveau au cours de cette saison deux visages, avec un championnat décevant d'un côté et une victoire en coupe soulageant le club de sa piètre saison de l'autre.

## Déroulement de la saison

### Résultats en championnat
- Phase aller

| dimanche 26 octobre 1941 1re journée | Fiorentina     | 1 - 1 | Juventus   | Stadio Giovanni Berta, Florence 15h00 Arbitre : Scorzoni |
| dimanche 26 octobre 1941 1re journée | Valcareggi 69e |       | 63e Lushta | Stadio Giovanni Berta, Florence 15h00 Arbitre : Scorzoni |

| dimanche 2 novembre 1941 2e journée | Juventus   | 1 - 1 | Genova              | Stadio Benito Mussolini, Turin 14h30 Arbitre : Galeati |
| dimanche 2 novembre 1941 2e journée | Lushta 39e |       | 60e (pen.) Trevisan | Stadio Benito Mussolini, Turin 14h30 Arbitre : Galeati |

| dimanche 9 novembre 1941 3e journée | Roma                    | 2 - 0 | Juventus | Stadio Nazionale del P.N.F., Rome 14h30 Arbitre : Scorzoni |
| dimanche 9 novembre 1941 3e journée | Krieziu 15e · Pantó 56e |       |          | Stadio Nazionale del P.N.F., Rome 14h30 Arbitre : Scorzoni |

| dimanche 16 novembre 1941 4e journée | Juventus                              | 3 - 2 | Milan         | Stadio Benito Mussolini, Turin 14h30 Arbitre : Dattilo |
| dimanche 16 novembre 1941 4e journée | Banfi 12e · Colaussi 27e · Lushta 42e |       | 79e 87e Boffi | Stadio Benito Mussolini, Turin 14h30 Arbitre : Dattilo |

| dimanche 23 novembre 1941 5e journée | Atalanta                              | 2 - 3 | Juventus                   | Stadio Mario Brumana, Bergame 14h30 Arbitre : Fois |
| dimanche 23 novembre 1941 5e journée | Ciancamerla 26e (pen.) · Corbelli 58e |       | 23e Lushta · 39e 81e Banfi | Stadio Mario Brumana, Bergame 14h30 Arbitre : Fois |

| dimanche 30 novembre 1941 6e journée | Juventus | 0 - 0 | Venise | Stadio Benito Mussolini, Turin 14h30 10 000 spectateurs Arbitre : Scorzoni |
| dimanche 30 novembre 1941 6e journée |          |       |        | Stadio Benito Mussolini, Turin 14h30 10 000 spectateurs Arbitre : Scorzoni |

| dimanche 7 décembre 1941 7e journée | Triestina                                      | 3 - 0 | Juventus | Stade Littorio, Trieste 14h30 Arbitre : Dattilo |
| dimanche 7 décembre 1941 7e journée | Tosolini 22e · Tagliasacchi 15e · Pasinati 68e |       |          | Stade Littorio, Trieste 14h30 Arbitre : Dattilo |

| dimanche 14 décembre 1941 8e journée | Juventus                     | 3 - 0 | Torino | Stadio Benito Mussolini, Turin 14h30 32 000 spectateurs Arbitre : Dellarole |
| dimanche 14 décembre 1941 8e journée | Lushta 23e 80e · Bellini 35e |       |        | Stadio Benito Mussolini, Turin 14h30 32 000 spectateurs Arbitre : Dellarole |

| dimanche 21 décembre 1941 9e journée | Liguria                 | 2 - 1 | Juventus    | Stadio del Littorio, Gênes 14h30 Arbitre : Galeati |
| dimanche 21 décembre 1941 9e journée | Parvis 56e · Meroni 70e |       | 18e Ferrari | Stadio del Littorio, Gênes 14h30 Arbitre : Galeati |

| dimanche 28 décembre 1941 10e journée | Juventus                    | 2 - 0 | Lazio | Stadio Benito Mussolini, Turin 14h30 Arbitre : Scorzoni |
| dimanche 28 décembre 1941 10e journée | Lushta 10e · Varglien I 66e |       |       | Stadio Benito Mussolini, Turin 14h30 Arbitre : Scorzoni |

| dimanche 4 janvier 1942 11e journée | Ambrosiana-Inter                                        | 4 - 1 | Juventus       | Stadio San Siro, Milan 14h30 Arbitre : Dattilo |
| dimanche 4 janvier 1942 11e journée | Quario 22e · Cominelli 23e · Salvi 25e · Mascheroni 89e |       | 31e Sentimenti | Stadio San Siro, Milan 14h30 Arbitre : Dattilo |

| dimanche 11 janvier 1942 12e journée | Juventus       | 2 - 3 | Livourne                              | Stadio Benito Mussolini, Turin 14h30 Arbitre : Carpani |
| dimanche 11 janvier 1942 12e journée | Lushta 30e 63e |       | 20e Michelini · 50e Piana · 89e Viani | Stadio Benito Mussolini, Turin 14h30 Arbitre : Carpani |

| dimanche 18 janvier 1942 13e journée | Modène | 0 - 2                    | Juventus | Stadio Cesare Marzari, Modène 14h30 Arbitre : Capra |
| dimanche 18 janvier 1942 13e journée |        | 24e Lushta · 44e Bellini |          | Stadio Cesare Marzari, Modène 14h30 Arbitre : Capra |

| dimanche 25 janvier 1942 14e journée | Juventus | 1 - 1 | Naples      | Stadio Benito Mussolini, Turin 14h30 Arbitre : Neri |
| dimanche 25 janvier 1942 14e journée | Olmi 46e |       | 83e Barrera | Stadio Benito Mussolini, Turin 14h30 Arbitre : Neri |

| dimanche 1er février 1942 15e journée | Bologne                       | 2 - 0 | Juventus | Stadio Littoriale, Bologne 14h30 Arbitre : Barlassina |
| dimanche 1er février 1942 15e journée | Reguzzoni 27e · Puricelli 50e |       |          | Stadio Littoriale, Bologne 14h30 Arbitre : Barlassina |

- Phase retour

| dimanche 15 février 1942 16e journée | Juventus                                     | 4 - 2 | Fiorentina                                     | Stadio Benito Mussolini, Turin 15h00 Arbitre : Bernardi |
| dimanche 15 février 1942 16e journée | Foni 14e (pen.) · Lushta 19e 63e · Banfi 31e |       | 66e (pen.) Penzo · 90e (pen.) Giuseppe Baldini | Stadio Benito Mussolini, Turin 15h00 Arbitre : Bernardi |

| dimanche 22 février 1942 17e journée | Genova          | 1 - 4 | Juventus                                                   | Stade Luigi-Ferraris, Gênes 15h00 Arbitre : Galeati |
| dimanche 22 février 1942 17e journée | Andrighetto 43e |       | 24e Colaussi · 37e (pen.) 76e Sentimenti · 89e Varglien II | Stade Luigi-Ferraris, Gênes 15h00 Arbitre : Galeati |

| dimanche 1er mars 1942 18e journée | Juventus                             | 2 - 0 | Roma | Stadio Benito Mussolini, Turin 15h00 Arbitre : Barlassina |
| dimanche 1er mars 1942 18e journée | Colaneri 24e · Sentimenti 77e (pen.) |       |      | Stadio Benito Mussolini, Turin 15h00 Arbitre : Barlassina |

| dimanche 8 mars 1942 19e journée | Milan          | 1 - 1 | Juventus              | Stadio San Siro, Milan 15h00 Arbitre : Scorzoni |
| dimanche 8 mars 1942 19e journée | Rava 47e (csc) |       | 28e (pen.) Sentimenti | Stadio San Siro, Milan 15h00 Arbitre : Scorzoni |

| dimanche 15 mars 1942 20e journée | Juventus     | 1 - 1 | Atalanta     | Stadio Benito Mussolini, Turin 15h00 Arbitre : Biancone |
| dimanche 15 mars 1942 20e journée | Colaneri 87e |       | 83e Corbelli | Stadio Benito Mussolini, Turin 15h00 Arbitre : Biancone |

| dimanche 22 mars 1942 21e journée | Venise                    | 2 - 0 | Juventus | Stadio Pierluigi Penzo, Venise 15h00 Arbitre : Galeati |
| dimanche 22 mars 1942 21e journée | Mazzola 13e · Begnini 45e |       |          | Stadio Pierluigi Penzo, Venise 15h00 Arbitre : Galeati |

| dimanche 29 mars 1942 22e journée | Juventus   | 1 - 0 | Triestina | Stadio Benito Mussolini, Turin 15h00 Arbitre : Galeati |
| dimanche 29 mars 1942 22e journée | Lushta 44e |       |           | Stadio Benito Mussolini, Turin 15h00 Arbitre : Galeati |

| dimanche 26 avril 1942 23e journée | Torino                   | 2 - 1 | Juventus     | Stadio Filadelfia, Turin 15h30 33 000 spectateurs Arbitre : Zelocchi |
| dimanche 26 avril 1942 23e journée | Ferraris 23e · Menti 41e |       | 55e Colaneri | Stadio Filadelfia, Turin 15h30 33 000 spectateurs Arbitre : Zelocchi |

| dimanche 3 mai 1942 24e journée | Juventus                                      | 3 - 0 | Liguria | Stadio Benito Mussolini, Turin 15h30 Arbitre : Scorzoni |
| dimanche 3 mai 1942 24e journée | Sentimenti 8e · Rabitti 43e · Varglien II 85e |       |         | Stadio Benito Mussolini, Turin 15h30 Arbitre : Scorzoni |

| dimanche 10 mai 1942 25e journée | Lazio                    | 2 - 1 | Juventus     | Stadio Nazionale del P.N.F., Rome 15h30 Arbitre : Scarpi |
| dimanche 10 mai 1942 25e journée | Baldo 6e · Romagnoli 89e |       | 44e Colaneri | Stadio Nazionale del P.N.F., Rome 15h30 Arbitre : Scarpi |

| dimanche 17 mai 1942 26e journée | Juventus                                      | 4 - 0 | Ambrosiana-Inter | Stadio Benito Mussolini, Turin 15h30 Arbitre : Scotto |
| dimanche 17 mai 1942 26e journée | Sentimenti 19e · Bellini 50e 72e · Lushta 78e |       |                  | Stadio Benito Mussolini, Turin 15h30 Arbitre : Scotto |

| dimanche 24 mai 1942 27e journée | Livourne | 1 - 2 | Juventus       | Stadio Edda Ciano Mussolini, Livourne 16h00 Arbitre : Fois |
| dimanche 24 mai 1942 27e journée | Viani 3e |       | 33e 80e Parola | Stadio Edda Ciano Mussolini, Livourne 16h00 Arbitre : Fois |

| dimanche 31 mai 1942 28e journée | Juventus   | 1 - 1 | Modène         | Stadio Benito Mussolini, Turin 16h00 Arbitre : Curradi |
| dimanche 31 mai 1942 28e journée | Lushta 33e |       | 43e Del Grosso | Stadio Benito Mussolini, Turin 16h00 Arbitre : Curradi |

| dimanche 7 juin 1942 29e journée | Naples                                      | 4 - 1 | Juventus        | Stadio Partenopeo, Naples 16h00 Arbitre : Scorzoni |
| dimanche 7 juin 1942 29e journée | Busani 24e 75e · Barrera 55e · Venditto 67e |       | 88e (pen.) Rava | Stadio Partenopeo, Naples 16h00 Arbitre : Scorzoni |

| dimanche 14 juin 1942 30e journée | Juventus   | 1 - 1 | Bologne      | Stadio Benito Mussolini, Turin 16h00 Arbitre : Scotto |
| dimanche 14 juin 1942 30e journée | Lushta 15e |       | 5e Puricelli | Stadio Benito Mussolini, Turin 16h00 Arbitre : Scotto |

#### Classement
|  |    | Classement final 1941-1942 | Pts | MJ | V  | N  | D  | BP | BC | Dif |
|  | -- | -------------------------- | --- | -- | -- | -- | -- | -- | -- | --- |
|  | 1. | Roma                       | 42  | 30 | 16 | 10 | 4  | 55 | 21 | +34 |
|  | 2. | Torino                     | 39  | 30 | 16 | 7  | 7  | 60 | 39 | +21 |
|  | 3. | Venise                     | 38  | 30 | 15 | 8  | 7  | 40 | 25 | +15 |
|  | 4. | Genova                     | 37  | 30 | 13 | 11 | 6  | 53 | 35 | +18 |
|  | 5. | Lazio                      | 37  | 30 | 14 | 9  | 7  | 55 | 37 | +18 |
|  | 6. | Juventus                   | 32  | 30 | 12 | 8  | 10 | 47 | 41 | +6  |

### Résultats en coupe
- 16e-de-finale

| dimanche 12 octobre 1941 | Juventus                                        | 5 - 0 | Pro Patria | Stadio Benito Mussolini, Turin 15h00 Arbitre : Gnocchini |
| dimanche 12 octobre 1941 | Bellini 36e · Colaneri 61e · Lushta 75e 81e 86e |       |            | Stadio Benito Mussolini, Turin 15h00 Arbitre : Gnocchini |

- 8e-de-finale

| dimanche 19 octobre 1941 | Juventus       | 2 - 1 | Genova      | Stadio Benito Mussolini, Turin 15h00 Arbitre : Barlassina |
| dimanche 19 octobre 1941 | Lushta 12e 81e |       | 37e Bertoni | Stadio Benito Mussolini, Turin 15h00 Arbitre : Barlassina |

- Quarts-de-finale

| dimanche 8 février 1942 | Juventus  | 1 - 0 | Padoue | Stadio Benito Mussolini, Turin Arbitre : Cardinali |
| dimanche 8 février 1942 | Banfi 33e |       |        | Stadio Benito Mussolini, Turin Arbitre : Cardinali |

- Demi-finale

| dimanche 12 avril 1942 | Juventus                                                         | 4 - 1 | Modène     | Stadio Benito Mussolini, Turin Arbitre : Ciamberlini |
| dimanche 12 avril 1942 | Sentimenti 14e · Bellini 15e · Foni 41e (pen.) · Varglien II 54e |       | 71e Barbon | Stadio Benito Mussolini, Turin Arbitre : Ciamberlini |

- Finale

| dimanche 21 juin 1942 Match aller | Milan        | 1 - 1 | Juventus    | Stadio San Siro, Milan Arbitre : Dattilo |
| dimanche 21 juin 1942 Match aller | Cappello 83e |       | 67e Bellini | Stadio San Siro, Milan Arbitre : Dattilo |

| dimanche 28 juin 1942 Match retour | Juventus                                   | 4 - 1 | Milan     | Stadio Benito Mussolini, Turin Arbitre : Galeati |
| dimanche 28 juin 1942 Match retour | Lushta 29e 69e 71e · Sentimenti 34e (pen.) |       | 56e Boffi | Stadio Benito Mussolini, Turin Arbitre : Galeati |

| 2e titre La Juventus vainqueur de la Coupe d'Italie de 1941-1942 |

### Matchs amicaux
| dimanche 14 septembre 1941 | Juventus         | 7 - 1 | Sanremese      |  |
| dimanche 14 septembre 1941 | Buteurs inconnus |       | Buteur inconnu |  |

| dimanche 21 septembre 1941 | Juventus         | 2 - 0 | Alexandrie |  |
| dimanche 21 septembre 1941 | Buteurs inconnus |       |            |  |

| dimanche 5 octobre 1941 | Liguria | 0 - 1          | Juventus |  |
| dimanche 5 octobre 1941 |         | Buteur inconnu |          |  |

#### Coppa Caimi
| dimanche 28 septembre 1941 | Inter                                                             | 6 - 1 | Juventus |  |
| dimanche 28 septembre 1941 | Cominelli 36e · Quario 14e · Casaretti 70e 80e · Ferraris 75e 83e |       | 7e Banfi |  |

#### Coppa Gigino Papa
| vendredi 15 mai 1942 | Asti           | 1 - 7 | Juventus         |  |
| vendredi 15 mai 1942 | Buteur inconnu |       | Buteurs inconnus |  |

## Effectif du club
Effectif des joueurs de la Juventus lors de la saison 1941-1942.

## Buteurs
Voici ici les buteurs de la Juventus toutes compétitions confondues.
| 24 buts - Riza Lushta 9 buts - Vittorio Sentimenti 7 buts - Savino Bellini 5 buts - Raúl Banfi - Lelio Colaneri 3 buts - Giovanni Varglien | 2 buts - Gino Colaussi - Alfredo Foni - Carlo Parola 1 but - Giovanni Ferrari - Renato Olmi - Ercole Rabitti - Pietro Rava - Mario Varglien |